# Godoy Cruz Antonio Tomba
Club Deportivo Godoy Cruz Antonio Tomba jest argentyńskim klubem sportowym z siedzibą w mieście Godoy Cruz w prowincji Mendoza, znanym głównie ze swojej sekcji piłki nożnej.

## Osiągnięcia
- Mistrz prowincji Mendoza: 1944, 1947, 1950, 1951, 1954, 1968, 1989, 1990
- Torneo del Interior: 1993/1994
- Mistrz drugiej ligi argentyńskiej: 2005/2006

## Historia
Klub założony został 11 czerwca 1921 pod nazwą Sportivo Godoy Cruz, a swoją obecną nazwę otrzymał 25 kwietnia 1930 w wyniku fuzji z Deportivo Bodega Antonio Tomba. W roku 1959 oddany został do użytku świeżo zbudowany stadion klubu – Estadio Feliciano Gambarte, znany jako La Bodega (co znaczy winiarnia). Stadion miał pojemność 14000 miejsc.
Obecnie używa się odziedziczonych przydomków po klubie Deportivo Bodega Antonio Tomba, El Tomba i Bodeguero. Ponieważ stadion położony jest blisko kolei, klub zwany jest także El Expreso.
Godoy Cruz zanim osiągnął poziom rozgrywek ogólnokrajowych grał przez kilka lat w lidze prowincjonalnej. Klub wygrał pierwszą ligę prowincji Mendoza w 1944, 1947, 1950, 1951, 1954, 1968, a także w 1989 i 1990, co umożliwiło występ w turnieju ogólnokrajowym – Torneo del Interior.
Zwycięstwo w Torneo del Interior w 1994 dało awans do drugiej ligi argentyńskiej Primera B Nacional Argentina. Po ponad 10 latach pobytu w drugiej lidze klub w końcu awansował do pierwszej ligi (Primera División Argentina) w 2006 roku po wygraniu turnieju Apertura w sezonie 2005/2006, a następnie pokonaniu w walce o mistrzostwo drugiej ligi klubu Nueva Chicago Buenos Aires, mistrza turnieju Clausura.
Klub do dziś szczyci się swymi zwycięstwami w meczach towarzyskich z najpotężniejszymi klubami Argentyny. W 1965 wygrali 4:0 z Boca Juniors, a w 1997 z River Plate też 4:0.
Najbardziej znaczącymi postaciami w klubie są Carlos Francisco Pozzoli, José „Tabaquillo” García, Orlando Vicente Garro, Humberto Fabián Lentz, Rubén Hermes Almeida, Daniel Walter Oldrá, oraz Rafael Iglesias